# 塔尔诺波利市镇
塔尔诺波利市镇（俄语：Тарнопольское муниципальное образование）是俄罗斯联邦伊尔库茨克州巴拉甘斯克区所属的一个市镇。其下辖有个居民点，行政中心为塔尔诺波利。据2016年统计，该市镇的人口为846人。